# Свон (річка, Західна Австралія)
Свон (англ. Swan River) — річка в південно-західній частині Австралійського штату Західна Австралія.

## Географія
Річка Свон бере свій початок як річка Авон в горбистій місцевості штату Західна Австралія на південь від міста Корріджін. Згодом вона протікає спочатку в північно-західному, а потім у південно-західному напрямку через міста Норт і Перт, впадаючи в Індійський океан недалеко від населеного пункту Фрімантл. Довжина річки становить 360 км (як річки Свон вона відома протягом 95 км). Свон має декілька приток, найбільшими з яких є річки Авон, Хелена і Каннінг. Хоча на самій річці Свон будь-які штучні перешкоди відсутні, її притоки, Каннінг і Хелена, перегороджені греблями для регулювання водозбору і створення водосховищ. У літні та осінні місяці річка, як правило, пересихає.
Довжина річки Свон становить 280 км, площа басейну — близько 141 000 км ².

## Історія
Пониззя річки вперше були досліджені в 1697 році голландським мандрівником Віллемом де фламінго, який назвав її на честь чорних лебедів, які зустрілися йому в річці (в перекладі з англійської мови «Swan River» означає «Річка лебедів»). Протягом тривалого часу західна частина материкової Австралії залишалася не колонізованої європейськими поселенцями. Тільки в 1826 році через загострення боротьби з французами губернатором Нового Південного Уельсу було прийнято рішення організувати експедицію в цей район. В ході її Джеймс Стірлінг досліджував річку Свон і, здивувавшись багатством і величчю регіону, став разом з ботаніком Чарльзом Фрейзером просувати ідею колонізації Західної Австралії. В результаті, в 1829 році було прийнято рішення заснувати колонію на річці Свон. У тому ж році капітан Чарльз Хоу Фрімантл (англ. Charles Howe Fremantle) опанував землями навколо річки. А рік по тому капітан Джеймс Стірлінг офіційно заснував місто Перт і колонію на річці Свон. 1843 року в Перті було закінчено будівництво першого мосту через річку Свон.

### Повені
Збір даних про повені в гирлі були записані з європейськими прибуття в 1829 році. У липні 1830 року, всього через рік після створення колонії, рівень річки зрос на 6 метрів вище ординару. Нові поселенці продовжують прибувати в стаціонарних номерів і декілька капітальних будівель було побудовано, і більшість живуть в наметах та інших забезпечення тимчасового проживання. До їх числа відносяться печери по краю річки, і багато хто знайшов своє майно змило і тваринництва потонув. Інші аномальні події повені відбулися в зими 1847 і 1860 році.

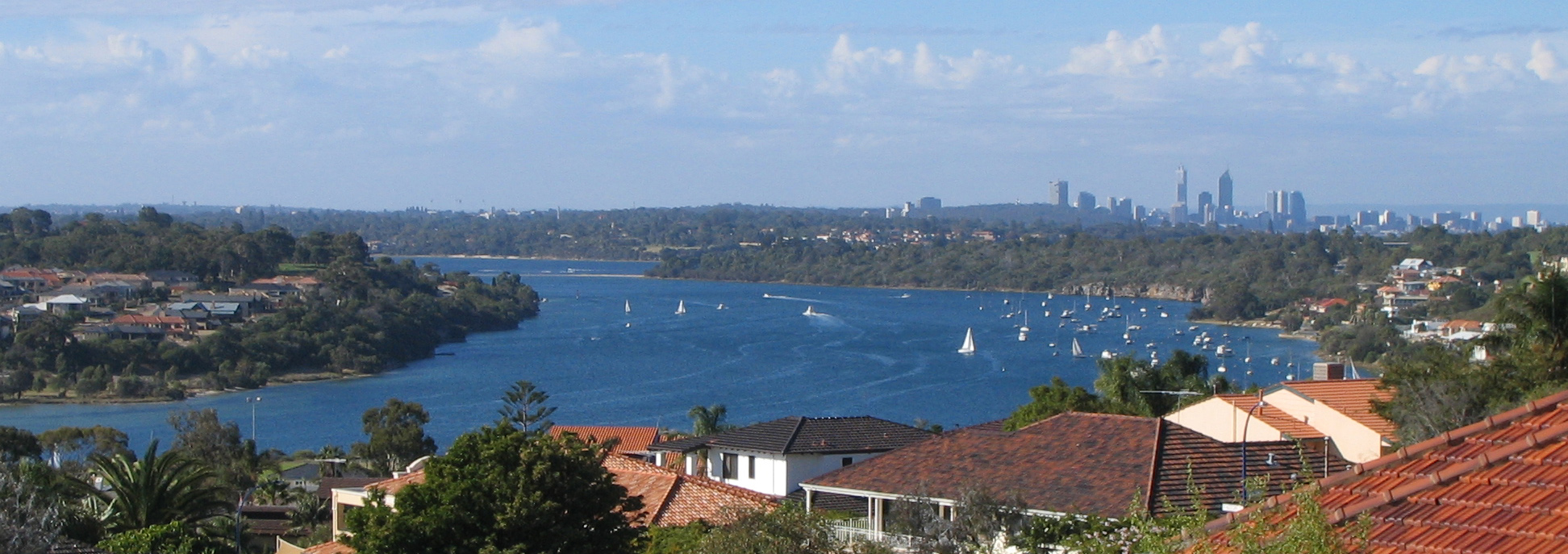
Вид зі сходу Фрімантл

## Флора і фауна
Представники рослинного і тваринного світу, яких було виявлено в межах або поблизу лиману Свон: морські водорості, понад 130 видів риб, а також креветки, краби, молюски, різноманітний планктон, дельфіни, акули.
Птахи: чорний лебідь, мартини, баклани, двадцять вісім видів папуг (у тому числі Trichoglossus moluccanus), рибалочка, какаду, пелікан австралійський, сорока, чапля та інші.

## Використання людиною

### Транспорт
У перші дні річка використовувалась як основний транспортний маршрут між Перт і Фрімантл. Це тривало до створення системи залізничного сполучення між Фрімантл і Гілдфорд через Перт.

## Галерея

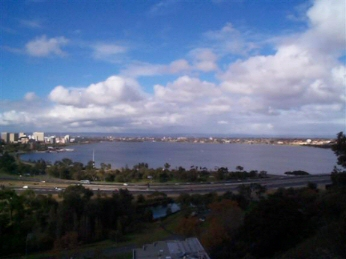
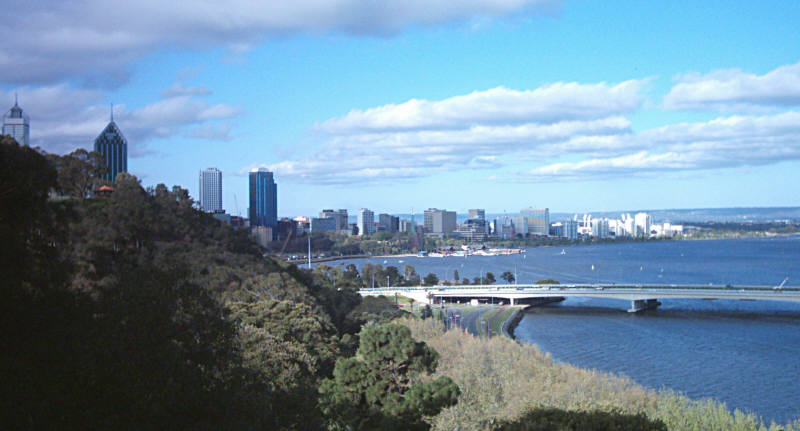
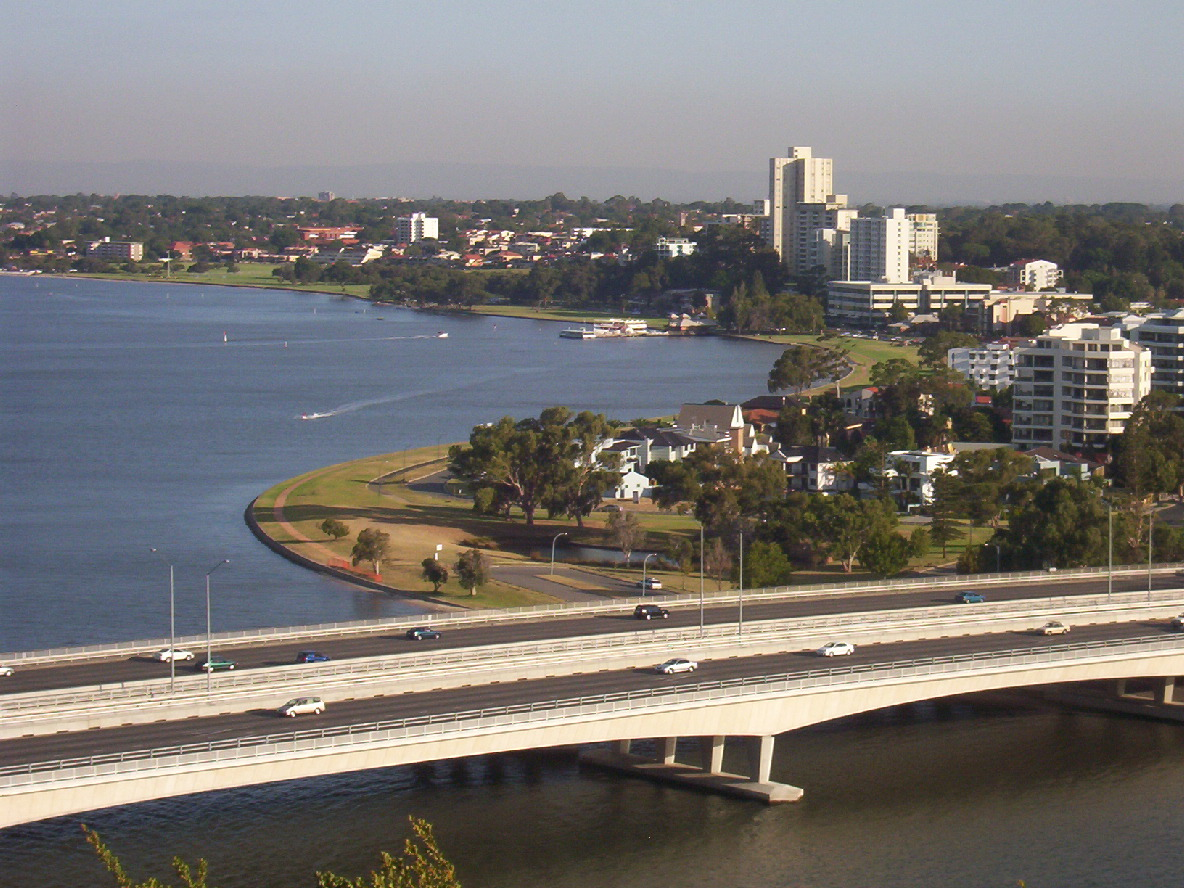
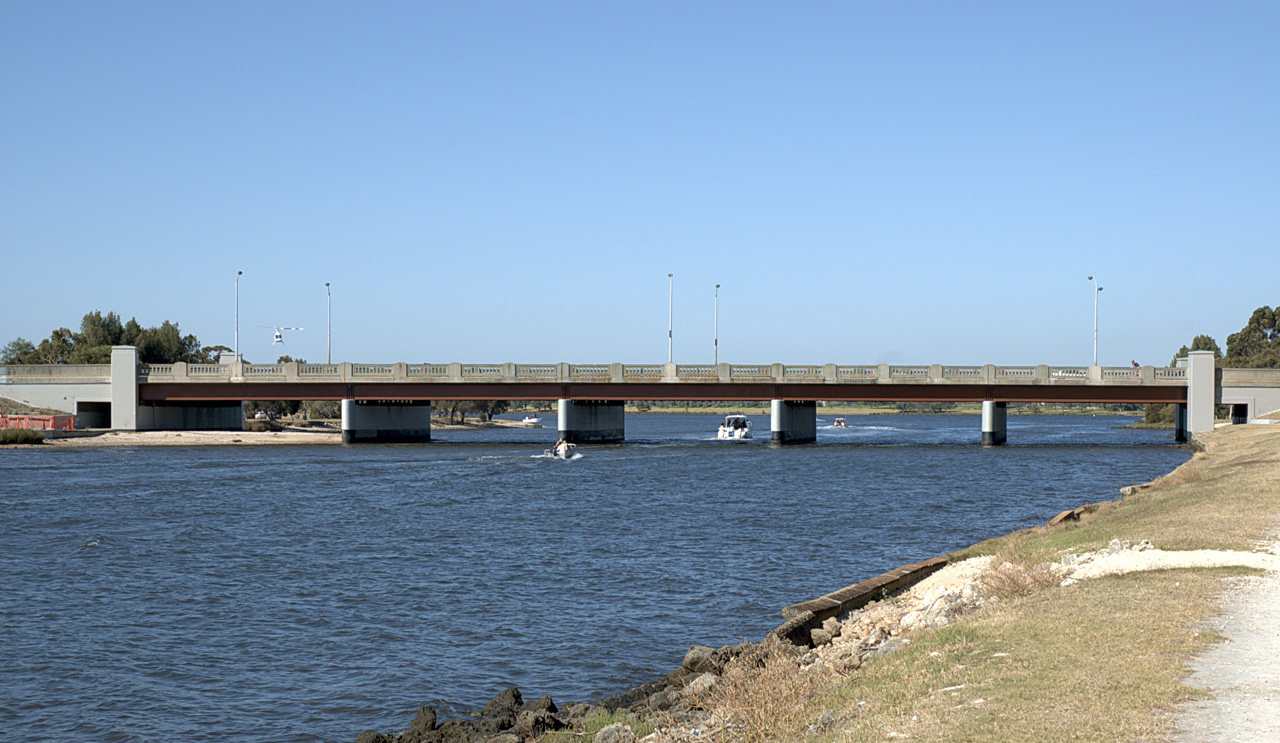
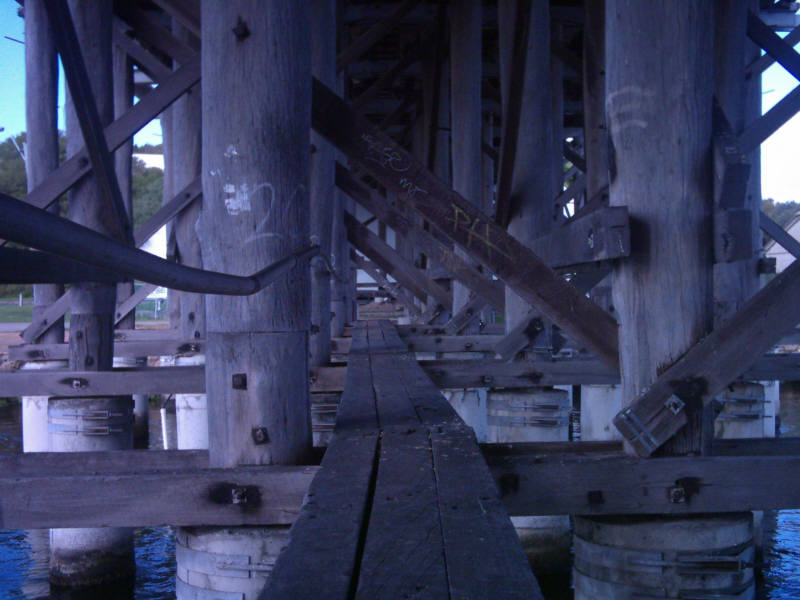
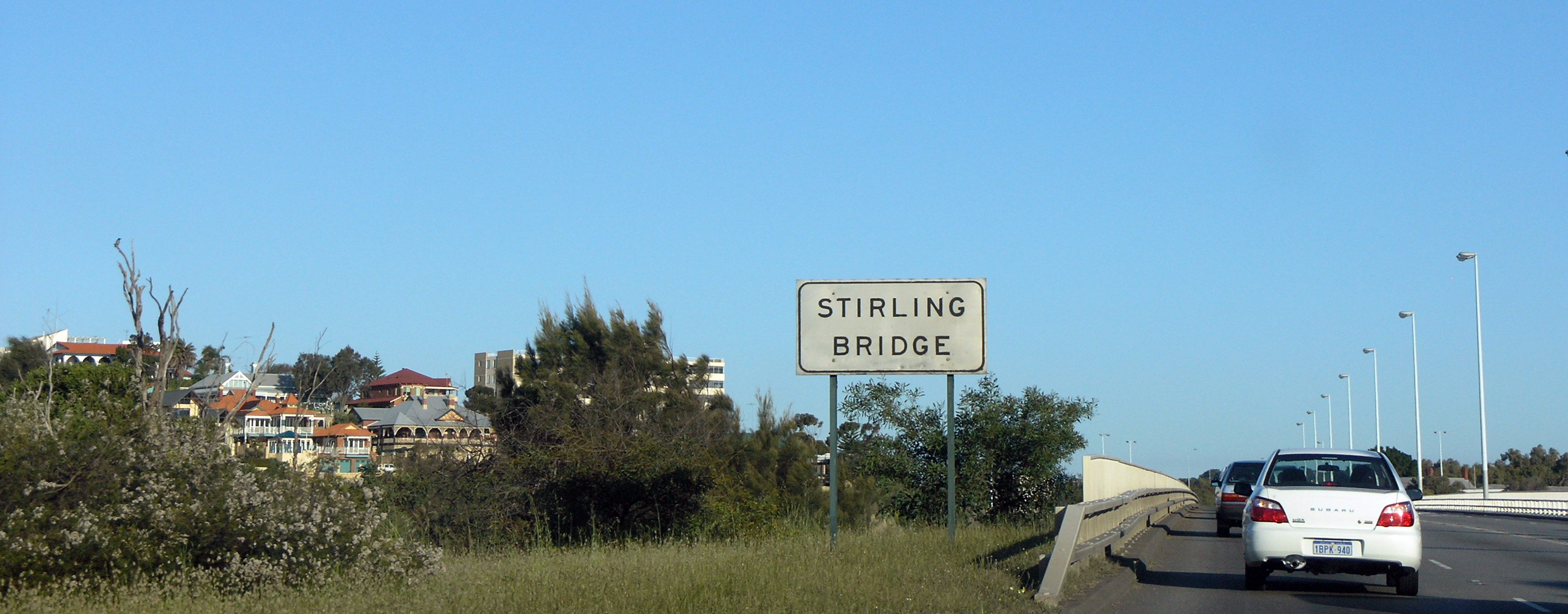
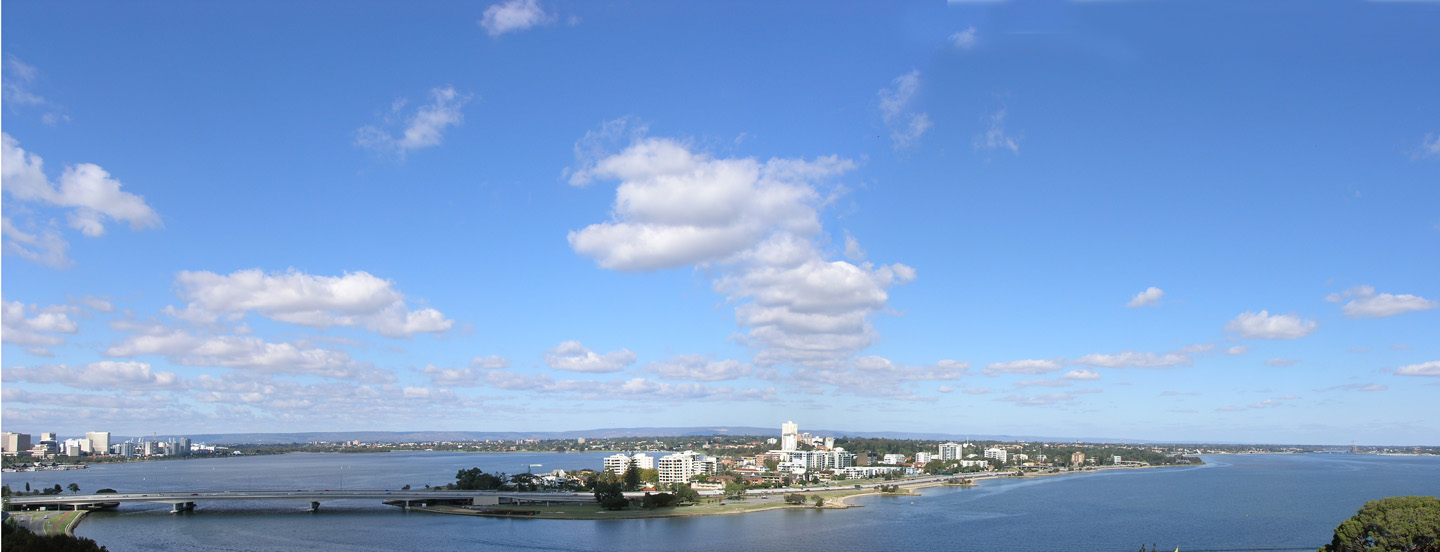
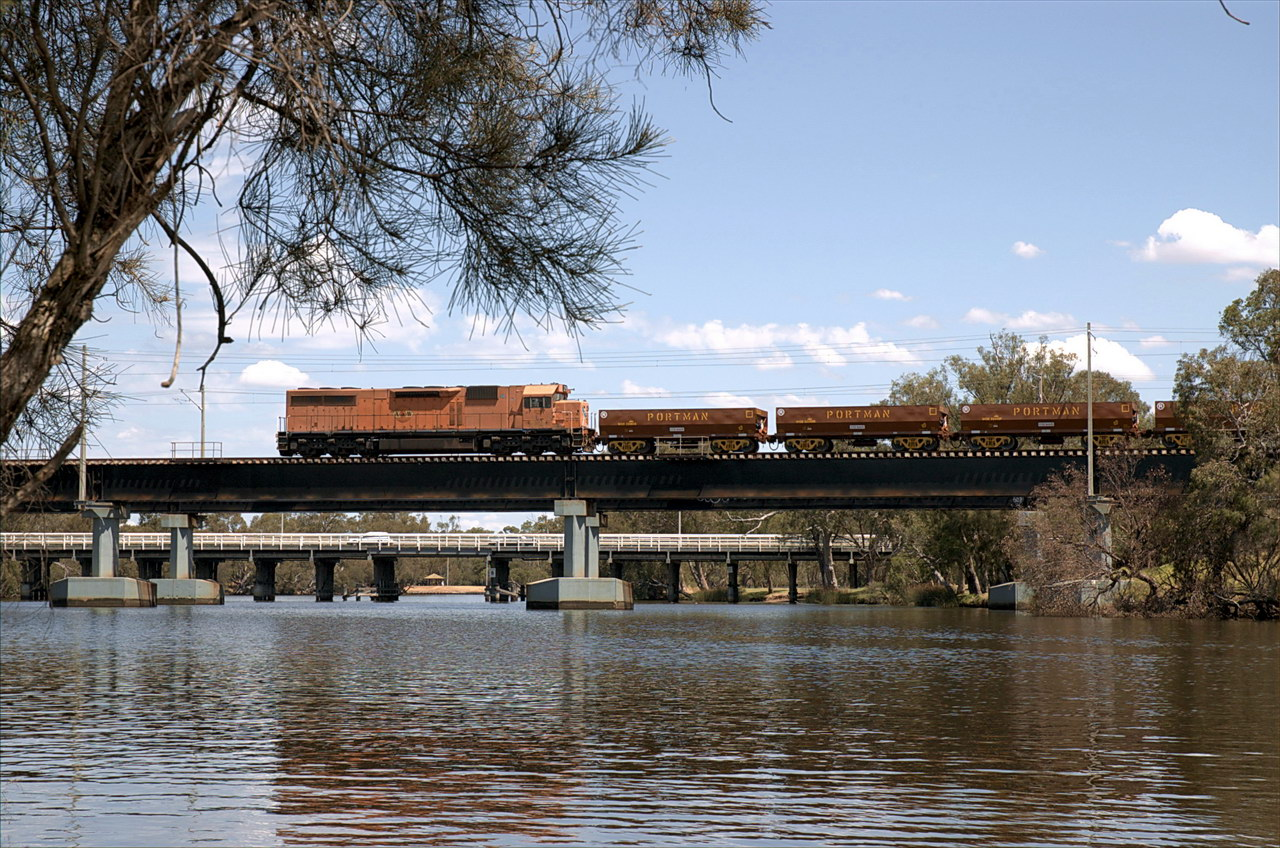
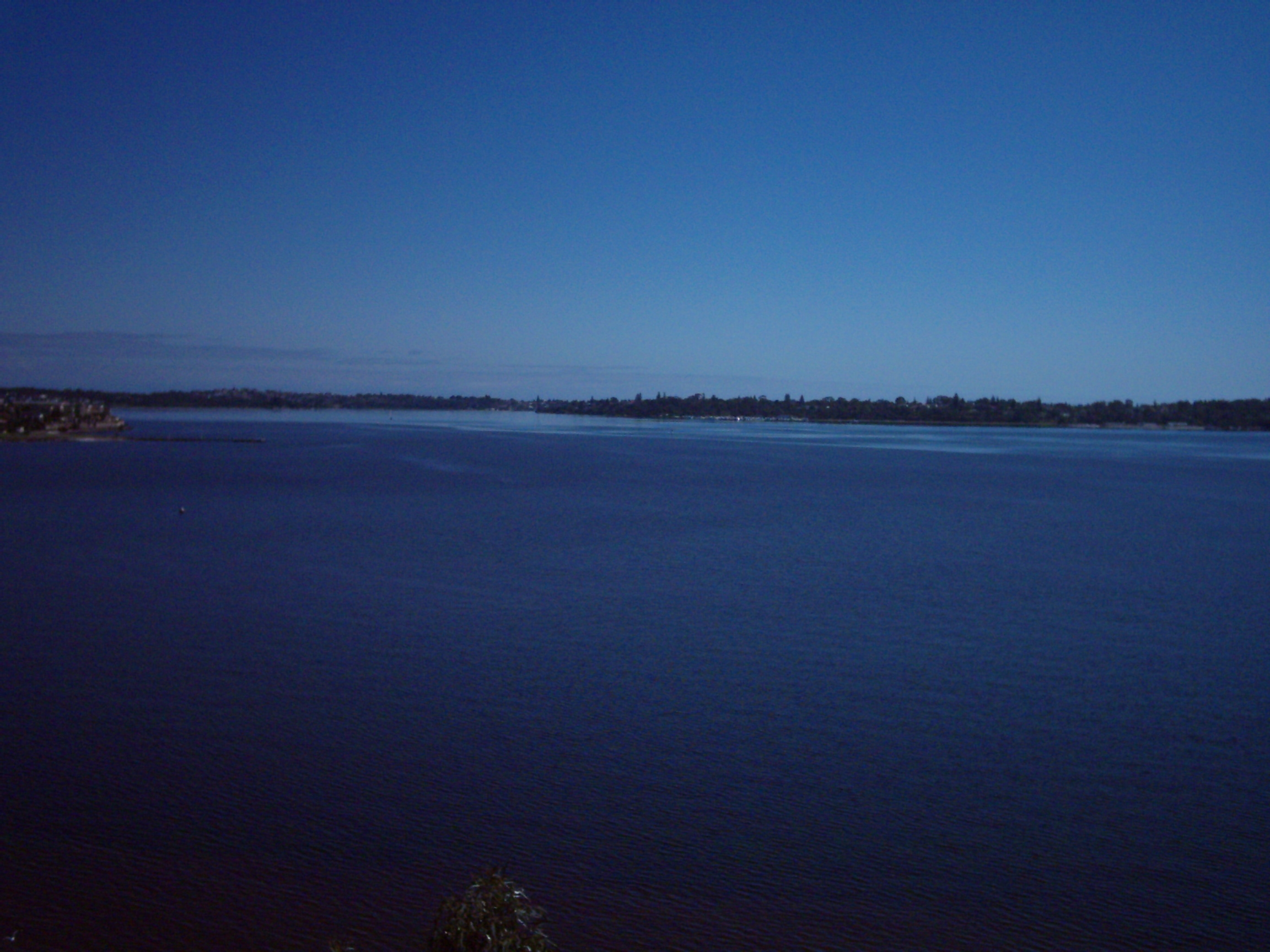
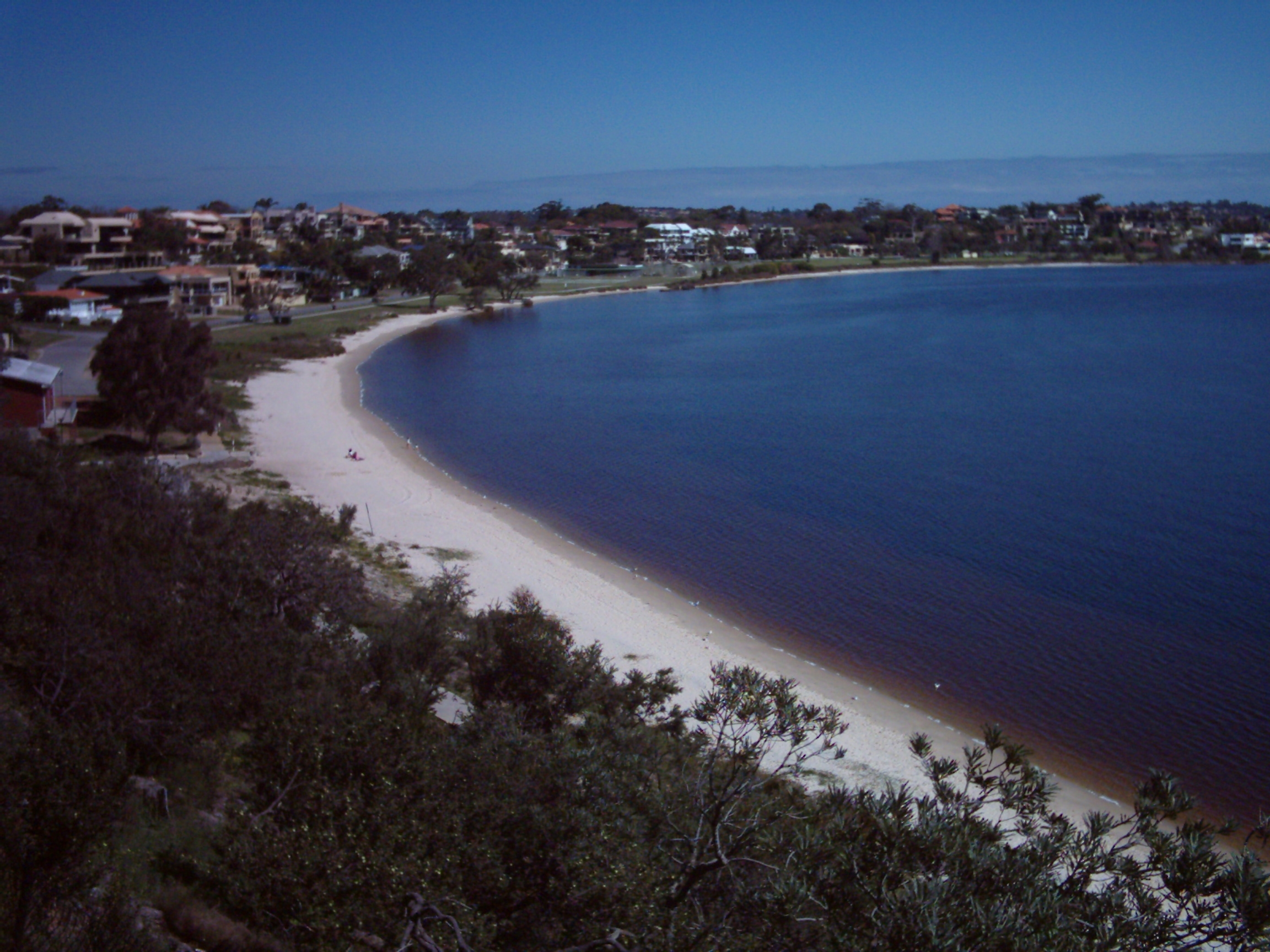